# Lijst van rijksmonumenten in Asch
De plaats Asch telt 8 inschrijvingen in het rijksmonumentenregister. Hieronder een overzicht.
| Object                                   | Oorspronkelijke functie?  | Bouwjaar                                         | Architect | Locatie            | Coördinaten?                  | Nr.?   | Afbeelding        |
| ---------------------------------------- | ------------------------- | ------------------------------------------------ | --------- | ------------------ | ----------------------------- | ------ | ----------------- |
| Visschershof                             | Boerderij                 | 1816 (steentje)                                  |           | Achterstraat 10    | 51° 55' 45" NB, 5° 18' 45" OL | 11393  | Meer afbeeldingen |
| Buitenlust                               | Boerderij                 | midden 19e eeuw                                  |           | Achterstraat 11    | 51° 55' 48" NB, 5° 18' 44" OL | 11394  | Meer afbeeldingen |
| ' t Hanenest                             | Boerderij                 | 1809                                             |           | Culemborgseweg 9   | 51° 55' 36" NB, 5° 19' 21" OL | 11395  | Meer afbeeldingen |
| Catharina: Hervormde kerk                | Kerk en kerkonderdeel     | 15e eeuw                                         |           | Kerkstraat 6       | 51° 55' 53" NB, 5° 18' 38" OL | 11396  | Meer afbeeldingen |
| Ruimzicht: schuur                        | Boerderij                 | 1920                                             |           | Achterstraat bij 9 | 51° 55' 42" NB, 5° 18' 55" OL | 523097 | Meer afbeeldingen |
| Ruimzicht: T-boerderij, bijschuur en hek | Boerderij                 | 1864 (boerderij) ca. 1900 (bijschuur) 1903 (hek) |           | Achterstraat 9     | 51° 55' 42" NB, 5° 18' 55" OL | 523098 | Meer afbeeldingen |
| Ruimzicht: prieel                        | Tuin, park en plantsoen   | ca. 1900                                         |           | Achterstraat bij 9 | 51° 55' 42" NB, 5° 18' 55" OL | 523099 | Meer afbeeldingen |
| Ruimzicht: koetshuis                     | Bijgebouwen kastelen enz. | ca. 1900                                         |           | Achterstraat bij 9 | 51° 55' 43" NB, 5° 18' 54" OL | 523100 | Meer afbeeldingen |